# Wydział Matematyki Stosowanej Akademii Górniczo-Hutniczej w Krakowie
Wydział Matematyki Stosowanej (WMS) AGH – jeden z 18 wydziałów Akademii Górniczo-Hutniczej im. Stanisława Staszica w Krakowie. Siedziba wydziału znajduje się w kilku budynkach (przede wszystkim B-7 i C-7 oraz łączniku A-3/A-4) na terenie kampusu AGH przy al. Adama Mickiewicza 30.
Budynkiem w całości przeznaczonym działalności Wydziału Matematyki Stosowanej jest pawilon B-7 przy ulicy Czarnowiejskiej. Mieści się w nim dziekanat i biblioteka oraz odbywa się większość zajęć. Biuro dziekana oraz biuro administracyjne wydziału znajdują się na III piętrze łącznika A-3/A-4.

## Historia
Profil techniczny Akademii Górniczo-Hutniczej (wcześniej Akademii Górniczej) wymagał prowadzenia zajęć z matematyki. W 1919 w skład jedynego wydziału nowo powstałej akademii – Wydziału Górniczego – weszły Katedra Geometrii Wykreślnej i Katedry Matematyki, której kierownikiem został pierwszy rektor Akademii Górniczej i dziekan Wydziału Górniczego, profesor matematyki Antoni Maria Emilian Hoborski.
W 1969 z kilku katedr matematyki i geometrii wykreślnej, działających przy różnych wydziałach, utworzono Instytut Matematyki. Była to jednostka międzywydziałowa, której zadaniem było zatrudnianie pracowników do prowadzenia zajęć na wszystkich wydziałach AGH. Instytut nie prowadził żadnego własnego kierunku studiów.
1 listopada 1997 Senat Akademii Górniczo-Hutniczej przekształcił Instytut Matematyki w Wydział Matematyki Stosowanej (WMS). W roku akademickim 1997/1998 wydział działał podobnie jak zlikwidowany instytut. Już rok później wydział rozpoczął kształcenie studentów na kierunku matematyka.
Od 2004 wydział ma prawo nadawania stopni doktora, a od 2015 także doktora habilitowanego.

## Oceny i rankingi
Od 2008 dyscyplina matematyka na AGH regularnie otrzymuje (w wyniku ewaluacji jakości działalności naukowej przeprowadzanej przez stosowne ministerstwo) kategorię naukową A (bardzo dobrą).
W 2023 Prezydium Polskiej Komisji Akredytacyjnej podjęło uchwałę w sprawie przyznania certyfikatu doskonały kierunek (oznaczającego doskonałość w kształceniu) kierunkowi matematyka prowadzonemu na WMS.
W ostatnich trzech latach (2022–2024) matematyka na AGH plasuje się stale w pierwszej piątce (w kolejnych latach na miejscu 5., 3. i ponownie 5.) Rankingu kierunku studiów Perspektyw.
Podobnie sytuacja wygląda w Global Ranking of Academic Subjects (kierunkowym rankingu szanghajskim), w którym w latach 2021–2023 matematyka jest stale na czwartym (ex aequo) miejscu wśród polskich uczelni (plasując się w czwartej setce na świecie).
W brytyjskim Times Higher Education World University Rankings 2024 by subject (w kategorii matematyka i statystyka) AGH uplasowała się razem z UJ na drugim miejscu w kraju (miejsce 601–800 na świecie), tuż za UW (pozycja 501–600 w zestawieniu światowym).
Z kolei w amerykańskim rankingu U.S. News Best Global Universities, w edycji 2024–2025, w rankingu dziedzinowym (Subject Ranking) dla matematyki AGH nie tylko uplasowało się na pierwszym miejscu w Polsce, ale także na bardzo wysokich pozycjach 17. w Europie i 59. na świecie.

## Struktura
Wydział składa się z następujących jednostek:
- Katedra Analizy Matematycznej, Matematyki Obliczeniowej i Metod Probabilistycznych (kierownik dr hab. Sergiusz Kużel, prof. AGH)
  - Zespół Analizy Matematycznej
  - Zespół Matematyki Obliczeniowej i Analizy Dużych Zbiorów Danych
  - Zespół Metod Probabilistycznych
- Katedra Matematyki Dyskretnej (kierownik prof. dr hab. Mariusz Woźniak)
- Katedra Matematyki Finansowej (kierownik dr hab. Anna Dudek, prof. AGH)
- Katedra Równań Różniczkowych (kierownik dr hab. Krzysztof Ciepliński, prof. AGH)

## Kierunki i specjalności
Obecnie wydział kształci studentów na studiach licencjackich i magisterskich na kierunku matematyka. Na II stopniu studiów w roku akademickim 2024/2024 były dostępne następujące specjalności:
- matematyka finansowa,
- matematyka w informatyce,
- matematyka w naukach technicznych i przyrodniczych,
- matematyka obliczeniowa i komputerowa,
- matematyka ubezpieczeniowa i statystyczna analiza danych,
- matematyka w zarządzaniu.

Ponadto nauczyciele akademiccy WMS prowadzą zajęcia z matematyki na wszystkich wydziałach i w szkole międzywydziałowej AGH z wyjątkiem Wydziału Zarządzania.

## Władze
Władze:
- Dziekan: dr hab. Jerzy Stochel(inne języki), prof. AGH
- Prodziekan ds. studenckich i kształcenia: dr Tomasz Drwięga
- Prodziekan ds. nauki: dr hab. Monika Pilśniak(inne języki), prof. AGH
- Prodziekan ds. współpracy: dr inż. Jerzy Dzieża
- Dyrektor administracyjny: mgr inż. Aleksandra Chomentowska

## Koła naukowe
Na wydziale działają następujące koła naukowe:
- Studenckie Koło Matematyków AGH
- Koło Naukowe Modelowania Finansowego
- Koło Naukowe Matematyków Dyskretnych Żmirłacz